# Gopalpur, Devadurga
Gopalpur là một làng thuộc tehsil Devadurga, huyện Raichur, bang Karnataka, Ấn Độ.